# طوابع الجزائر 1963
يُسجل هذا المقال الطوابع البريدية الجزائرية التي أصدرتها إدارة البريد في عام 1963.

## العموميات
```
تحمل الإصدارات عبارة « اَلْجُمهُورِيَّة اَلْجَزَائِرِيَّة اَلدِّيمُقرَاطِيَّة اَلشَّعبِيَّة » و« البريد » 
باللغة العربية
. أما 
باللغة الفرنسية
 فهناك عبارتان هما « 
Algérie
 »  والتي تعني الجزائر و« 
Postes
 » والتي تعني البريد، بالإضافة إلى 
قيمة اسمية
 محددة 
بالفرنك الجزائري
```

## قائمة الطوابع الصادرة
| 007 |  | 0,05 مجد الثورة القيمة الاسمية : 0,05 ف.ج. الطبعة : 5 275 000 تاريخ الإصدار : 7 يناير 1963 تواريخ السحب : 1 فبراير 1965 الأبعاد : 28,5x21 الحواف : 12½ الرسام : الطابع : المطبعة الوطنية في بلغراد |  | الوصف يتناول الطابع رمز غصن الزيتون، الذي يظهر في سياق الثورة الجزائرية ويرتبط بالعلم الوطني، ممثلاً السلام والاستقلال المكتسبين حديثاً. يبرز النص أن غصن الزيتون هو رمز عالمي، تعود جذوره إلى العصور اليونانية القديمة حيث ارتبط بالإلهة أثينا، وامتدت رمزيته للسلام فيما بعد إلى الديانات التوحيدية، وخاصة من خلال قصة حمامة نوح التي عادت بغصن زيتون بعد الطوفان. يذكر النص أيضًا رمزية الزيتون في القرآن الكريم، حيث يُعتبر مصدرًا للنور والخير، إضافة إلى استخدامه على علم الأمم المتحدة، حيث تحيط خريطة العالم بإكليل من أغصان الزيتون. الطابع مطبوع باللون الأصفر كلون رئيسي. |

| 008 |  | 0,10 مجد الثورة القيمة الاسمية : 0,10 ف.ج. الطبعة : 9 100 000 تاريخ الإصدار : 7 يناير 1963 تواريخ السحب : 1 فبراير 1965 الأبعاد : 28,5x21 الحواف : 12½ الرسام : الطابع : المطبعة الوطنية في بلغراد |  | الوصف نفس وصف الطابع 007، ولكن هذا الطابع يختلف في قيمته الاسمية، وهو مطبوع باللون الأزرق كلون رئيسي. |

| 009 |  | 0,25 مجد الثورة القيمة الاسمية : 0,25 ف.ج. الطبعة : 50 800 000 تاريخ الإصدار : 7 يناير 1963 تواريخ السحب : 1 فبراير 1965 الأبعاد : 28,5x21 الحواف : 12½ الرسام : الطابع : المطبعة الوطنية في بلغراد |  | الوصف نفس وصف الطابع 007، ولكن هذا الطابع يختلف في قيمته الضريبية، وهو مطبوع باللون الأحمر كلون رئيسي. |

| 010 |  | 0,95 مجد الثورة القيمة الاسمية : 0,95 ف.ج. الطبعة : 5 025 000 تاريخ الإصدار : 7 يناير 1963 تواريخ السحب : 1 فبراير 1965 الأبعاد : 28,5x21 الحواف : 12½ الرسام : الطابع : المطبعة الوطنية في بلغراد |  | الوصف نفس وصف الطابع 007، ولكن هذا الطابع يختلف في قيمته الضريبية، وهو مطبوع باللون البنفسجي كلون رئيسي. |

| 011 |  | 1,00 عودة إلى السلام القيمة الاسمية : 1,00 ف.ج. الطبعة : 4 650 000 تاريخ الإصدار : 7 يناير 1963 تواريخ السحب : 15 نوفمبر 1967 الأبعاد : 28,5x21 الحواف : 12½ الرسام : الطابع : المطبعة الوطنية في بلغراد |  | الوصف يتناول الطابع رمزيّة السلاسل المكسورة وحمامة تحمل غصن زيتون، وهي رموز استخدمت في التصويرات الجزائرية لتمثيل العودة إلى السلام. تعكس السلاسل المكسورة التحرر من الاستعمار، بينما ترمز الحمامة إلى تطلعات الشعب الجزائري. أصبحت الحمامة رمزًا للسلام منذ النصف الثاني من القرن العشرين، وبرزت بشكل خاص خلال مؤتمر كبير للسلام نُظم في باريس عام 1949 من قبل "الحركة العالمية لأنصار السلام"، المستوحاة من الأفكار التقدمية في تلك الفترة. كان الرسام بابلو بيكاسو أحد أعضاء هذه الحركة، وهو الذي رسم ملصق هذا المؤتمر عبر رسم حمامة مستوحاة من أشكال الحمام الأبيض الذي كان يحتفظ به في مرسمه ويراه على الأشجار في مدينة مالقة الإسبانية خلال طفولته. منذ ذلك الحين، ظهرت "حمامة بيكاسو" على جدران مدن أوروبا، واستُخدم الرمز بشكل واسع في شعارات حركة السلام، خصوصًا في ملصقات مؤتمرات "مجلس السلم العالمي". |

| 012 |  | 2,00 عودة إلى السلام القيمة الاسمية : 2,00 ف.ج. الطبعة : 1 500 000 تاريخ الإصدار : 7 يناير 1963 تواريخ السحب : 15 نوفمبر 1967 الأبعاد : 28,5x21 الحواف : 12½ الرسام : الطابع : المطبعة الوطنية في بلغراد |  | الوصف نفس وصف الطابع 011، ولكن هذا الطابع يختلف في قيمته الضريبية، وهو مطبوع باللون البني كلون رئيسي. |

| 013 |  | 5,00 عودة إلى السلام القيمة الاسمية : 5,00 ف.ج. الطبعة : 400 000 تاريخ الإصدار : 7 يناير 1963 تواريخ السحب : 15 نوفمبر 1967 الأبعاد : 28,5x21 الحواف : 12½ الرسام : الطابع : المطبعة الوطنية في بلغراد |  | الوصف نفس وصف الطابع 011، ولكن هذا الطابع يختلف في قيمته الضريبية، وهو مطبوع باللون البنفسجي كلون رئيسي. |

| 014 |  | 10,00 عودة إلى السلام القيمة الاسمية : 10,00 ف.ج. الطبعة : 240 000 تاريخ الإصدار : 7 يناير 1963 تواريخ السحب : 15 نوفمبر 1967 الأبعاد : 28,5x21 الحواف : 12½ الرسام : الطابع : المطبعة الوطنية في بلغراد |  | الوصف نفس وصف الطابع 011، ولكن هذا الطابع يختلف في قيمته الضريبية، وهو مطبوع باللون الرمادي كلون رئيسي. |

| 015 |  | الحملة العالمية ضد الجوع القيمة الاسمية : الطبعة : 1 000 تاريخ الإصدار : 21 مارس 1963 تواريخ السحب : 19 نوفمبر 1966 الأبعاد : 3 6x22 الحواف : 13 الرسام : رينيه فيرر الطابع : مطبعة البريد والبرق والهاتف باريس |  | الوصف في سياق استقلال الدول والنضال من أجل الحرية، أصبحت مكافحة الجوع أولوية للمجتمع الدولي. أطلقت الأمم المتحدة برنامج "عقد التنمية" واتخذت إجراءات لمكافحة الفقر. في عام 1963، احتفلت منظمة الفاو بذكرى تأسيسها العشرين بإطلاق حملة عالمية ضد الجوع، تضمنت "الأسبوع العالمي لمكافحة الجوع" ومؤتمر عالمي بمشاركة شخصيات بارزة لمناقشة الأمن الغذائي. صدر بيان "حق الإنسان في الأكل إلى حد الشبع" الذي يدعو لحماية الغابات وتوسيع الري، مؤكدًا التزام المجتمع الدولي بوضع استراتيجية مشتركة لمكافحة الفقر ودعم التنمية. |

| 016 |  | الصندوق الوطني للتضامن القيمة الاسمية : 0,50 + 0,20 ف.ج. الطبعة : 500 000 تاريخ الإصدار : 26 مايو 1963 تواريخ السحب : 1 فبراير 1965 الأبعاد : 36x22 الحواف : 13 الرسام : محمد بوزيد ورينيه فيرر الطابع : مطبعة البريد والبرق والهاتف باريس |  | الوصف بعد 132 عامًا من الاستعمار وحرب التحرير، وجدت الجزائر نفسها في حالة من الفقر بعد الاستقلال. ولتعزيز إعادة بناء البلاد، أطلق الرئيس أحمد بن بلة حملة تضامنية لجمع التبرعات لصالح "الصندوق الوطني للتضامن" لدعم الفئات المتضررة وعائلات الشهداء. توحد الجزائريون من جميع الفئات للمساهمة في مكافحة الفقر والجهل، وجمعوا تبرعات مالية ومجوهرات لبناء الأمة الجديدة. كانت الحملة رمزًا للتضامن والعمل على الانتعاش الاقتصادي، معتمدين على أنفسهم فقط في مواجهة التحديات. |

| 017 |  | طابع ضريبي 0,05 ميزان القيمة الاسمية : 0,05 ف.ج. الطبعة : 3 340 000 تاريخ الإصدار : 06-1963 تواريخ السحب : 31 مايو 1980 الأبعاد : 17x21 الحواف : 13½ الرسام : محمد تمام الطابع : مطبعة البريد والبرق والهاتف باريس |  | الوصف أول طوابع ضريبية للجزائر المستقلة حملت اسم "الجمهورية الجزائرية الديمقراطية الشعبية"، مثّلت استعادة الإدارة البريدية الجزائرية لاستقلاليتها. استخدمت لتحصيل رسوم على الطرود غير المدفوعة أو الرسوم الجمركية، لتحل محل الطوابع الموروثة من الإدارة الاستعمارية. أما رمز الميزان، فيعبر عن العدالة والتوازن والإنصاف، ويستخدم في المحاكم والأختام الرسمية. في الميثولوجيا الإغريقية، يُنسب إلى الإلهة "أستريا" ويرمز في القرآن الكريم إلى وزن الأفعال يوم القيامة، مما يعكس قيم العدل والميزان في الإسلام. |

| 018 |  | طابع ضريبي 0,10 ميزان القيمة الاسمية : 0,10 ف.ج. الطبعة : 15 190 000 تاريخ الإصدار : 06-1963 تواريخ السحب : 31 مايو 1980 الأبعاد : 17x21 الحواف : 13½ الرسام : محمد تمام الطابع : مطبعة البريد والبرق والهاتف باريس |  | الوصف نفس وصف الطابع 017، ولكن هذا الطابع يختلف في قيمته الضريبية، وهو مطبوع باللون الأخضر العسكري كلون رئيسي. |

| 019 |  | طابع ضريبي 0,20 ميزان القيمة الاسمية : 0,20 ف.ج. الطبعة : 14 810 000 تاريخ الإصدار : -06-1963 تواريخ السحب : 31 مايو 1980 الأبعاد : 17x21 الحواف : 13½ الرسام : محمد تمام الطابع : مطبعة البريد والبرق والهاتف باريس |  | الوصف نفس وصف الطابع 017، ولكن هذا الطابع يختلف في قيمته الضريبية، وهو مطبوع باللون الأزرق كلون رئيسي. |

| 020 |  | طابع ضريبي 0,50 ميزان القيمة الاسمية : 0,50 ف.ج. الطبعة : 8 520 000 تاريخ الإصدار : 06-1963 تواريخ السحب : 31 مايو 1980 الأبعاد : 17x21 الحواف : 13½ الرسام : محمد تمام الطابع : = مطبعة البريد والبرق والهاتف باريس |  | الوصف نفس وصف الطابع 017، ولكن هذا الطابع يختلف في قيمته الضريبية، وهو مطبوع باللون البني كلون رئيسي. |

| 021 |  | طابع ضريبي 1,00 ميزان القيمة الاسمية : 1,00 ف.ج. الطبعة : 7 530 000 تاريخ الإصدار : 06-1963 تواريخ السحب : 31 مايو 1980 الأبعاد : 17x21 الحواف : 13½ الرسام : محمد تمام الطابع : = مطبعة البريد والبرق والهاتف باريس |  | الوصف نفس وصف الطابع 017، ولكن هذا الطابع يختلف في قيمته الضريبية، وهو مطبوع باللون البنفسجي كلون رئيسي. |

| 022 |  | الذكرى السنوية الأولى للاستقلال القيمة الاسمية : 0,25 ف.ج. الطبعة : 500 000 تاريخ الإصدار : 5 يوليو 1963 تواريخ السحب : 19 نوفمبر 1966 الأبعاد : 26x36 الحواف : 13 الرسام : علي علي خوجة الطابع : مطبعة البريد والبرق والهاتف باريس |  | الوصف في 5 يوليو 1963، احتفلت الجزائر بمرور عام على استقلالها بعد 132 عامًا من الاستعمار. رفرف العلم الأخضر والأبيض، وعمّت الاحتفالات في جميع أنحاء البلاد بالفخر والفرح، مع استذكار الشهداء الذين ضحوا من أجل الحرية. بعد مغادرة مليون أوروبي، أعادت الجزائر تنظيم نفسها، وتم تبني أول دستور في مايو 1963، الذي أرسى مبادئ الدولة الاشتراكية. اكتملت معالم الدولة الجديدة بانتخاب أول مجلس تأسيسي، وإعلان "الجمهورية الجزائرية الديمقراطية الشعبية"، وانضمت الجزائر إلى الأمم المتحدة في أكتوبر 1962. |

| 023 |  | المؤتمر الثاني للأطباء العرب القيمة الاسمية : 0,25 ف.ج. الطبعة : 300 000 تاريخ الإصدار : 29 يوليو 1963 تواريخ السحب : 19 نوفمبر 1966 الأبعاد : 26x36 الحواف : 13 الرسام : علي علي خوجة الطابع : مطبعة البريد والبرق والهاتف باريس |  | الوصف من 29 يوليو إلى 2 أغسطس، استضافت الجزائر المؤتمر الثاني للأطباء العرب بمشاركة 99 طبيبًا وأستاذًا في الطب، وتم افتتاحه من قبل مسؤولين بارزين مثل وزير الصحة محمد الصغير نقاش. تضمن المؤتمر مناقشات حول السرطان، والسل، وأمراض الجهاز الهضمي، وغيرها، إضافة إلى فعاليات حول الطب الريفي والتعليم الطبي. كما تم تكريم 20 طبيبًا جزائريًا استشهدوا خلال حرب التحرير الوطني. |

| 024 |  | 0,08 برتقال القيمة الاسمية : 0,08 ف.ج. الطبعة : 400 000 تاريخ الإصدار : 07-1963 تواريخ السحب : 31 مايو 1980 الأبعاد : 18x22 الحواف : 14x13 الرسام : الطابع : مطبعة البريد والبرق والهاتف باريس |  | الوصف الطوابع المُبطلة مسبقًا تُختم قبل الاستخدام لتحصيل الرسوم البريدية، وتستخدم في فرنسا والولايات المتحدة بشكل رئيسي. أول الطوابع المُبطلة في الجزائر ركزت على البرتقال وزهرته التي تُعد جزءًا من التراث التقليدي، وتعكس زراعة سهل متيجة المعروف ببساتينه منذ القرن 11. بعد سقوط غرناطة، نقلت العائلات الأندلسية فنون الزراعة إلى المنطقة، لتصبح مشهورة بزيتونها وبرتقالها. بالإضافة لذلك، تُستخدم مياه الزهور مثل زهر البرتقال في الطهي والطب التقليدي، وهي عادة قديمة في الجزائر منذ القرن 12 في ظل الحضارة العربية الأندلسية. |

| 025 |  | 0,20 برتقال القيمة الاسمية : 0,20 ف.ج. الطبعة : 400 000 تاريخ الإصدار : 07-1963 تواريخ السحب : 31 مايو 1980 الأبعاد : 18x22 الحواف : 14x13 الرسام : الطابع : مطبعة البريد والبرق والهاتف باريس |  | الوصف نفس وصف الطابع 024، ولكن هذا الطابع يختلف في قيمته الضريبية، وهو مطبوع باللون الأخضر العسكري كلون رئيسي. |

| 026 |  | 0,40 برتقال القيمة الاسمية : 0,40 ف.ج. الطبعة : 200 000 تاريخ الإصدار : 07-1963 تواريخ السحب : 31 مايو 1980 الأبعاد : 18x22 الحواف : 14x13 الرسام : الطابع : مطبعة البريد والبرق والهاتف باريس |  | الوصف نفس وصف الطابع 024، ولكن هذا الطابع يختلف في قيمته الضريبية، وهو مطبوع باللون الأزرق كلون رئيسي. |

| 027 |  | 0,55 برتقال القيمة الاسمية : 0,55 ف.ج. الطبعة : 200 000 تاريخ الإصدار : 07-1963 تواريخ السحب : 31 مايو 1980 الأبعاد : 18x22 الحواف : 14x13 الرسام : الطابع : مطبعة البريد والبرق والهاتف باريس |  | الوصف نفس وصف الطابع 024، ولكن هذا الطابع يختلف في قيمته الضريبية، وهو مطبوع باللون الأخضر كلون رئيسي. |

| 028 |  | الدستور الجزائري في 8 سبتمبر 1963 القيمة الاسمية : 0,25 ف.ج. الطبعة : 500 000 تاريخ الإصدار : 13 أكتوبر 1963 تواريخ السحب : 19 نوفمبر 1966 الأبعاد : 36x22 الحواف : 13 الرسام : علي علي خوجة الطابع : مطبعة البريد والبرق والهاتف باريس |  | الوصف أُقر أول دستور للجزائر المستقلة في 1963، مؤسسًا لجمهورية ديمقراطية شعبية ذات نهج اشتراكي. أكد الدستور على النظام الرئاسي، واعتمد الإسلام كدين للدولة، والعربية كلغة وطنية ورسمية، مع ضمان حرية المعتقدات. أصبح حزب جبهة التحرير الوطني الحزب الحاكم لضمان استقرار المؤسسات، مع ضمان الحقوق الأساسية للمواطنين. سبق الدستور انتخاب أول مجلس تأسيسي في سبتمبر 1962، وإعلان الجمهورية، وتشكيل أول حكومة جزائرية مستقلة. |

| 029 |  | الذكرى التاسعة للثورة الجزائرية القيمة الاسمية : 0,25 ف.ج. الطبعة : 500 000 تاريخ الإصدار : 1 نوفمبر 1963 تواريخ السحب : 19 نوفمبر 1966 الأبعاد : 36x22 الحواف : 13 الرسام : علي علي-خوجة الطابع : مطبعة البريد والبرق والهاتف باريس |  | الوصف في 1 نوفمبر 1963، تم إصدار طابع بالقيمة 0,25 فرنك، بألوان تتضمن الأحمر الكرمي، الأخضر، الأصفر والأحمر، بعدد 500 000 نسخة، للاحتفال بالذكرى التاسعة لبداية الثورة. صُمم الطابع من قِبل المصغر والفنان علي علي خوجة، ويُظهر صورة جندي من جيش التحرير الوطني الجزائري، مسلح ببندقية ويرتدي زيًا خاصًا بالجندي العامل خارج البلاد. في الخلفية، يظهر مجاهد من جيش التحرير الوطني داخل البلاد، بالإضافة إلى امرأة مقاتلة، وكلاهما يحمل بنادق صيد. تُكمل المشهد امرأة ثانية، غير مسلحة، وطفل يحمل علمًا. يمثل هذا الطابع ذكرى الكفاح المسلح. يتضمن التصميم أيضًا جبالًا تشير إلى جبال الأوراس، المكان الذي شهد انطلاق الثورة الجزائرية في 1 نوفمبر 1954. الهدف من التصميم هو إظهار أن الثورة كانت انتفاضة شعبية، مع شعار "البطل الوحيد، الشعب"، الذي ظهر على جدران الجزائر في يوليو 1962. |

| 030 |  | الذكرى المئوية للصليب الأحمر الدولي القيمة الاسمية : 0,25 ف.ج. الطبعة : 1 000 تاريخ الإصدار : 8 نوفمبر 1963 تواريخ السحب : 19 نوفمبر 1966 الأبعاد : 23x32,5 الحواف : 11½ الرسام : علي علي خوجة الطابع : مطبعة كورفوازييه |  | الوصف تأسست اللجنة الدولية للصليب الأحمر عام 1863 بعد معركة سولفرينو، على يد جان هنري دونانت لتقديم الإغاثة للجنود والمدنيين. أصبحت المنظمة قوة إنسانية دولية، وحصلت على جائزة نوبل للسلام عام 1963. في نفس العام، تم الاعتراف بالهلال الأحمر الجزائري دوليًا، وانضم للاتحاد الدولي للصليب الأحمر والهلال الأحمر، إلى جانب الأسد والشمس الحمراء الإيراني. |

| 031 |  | الإعلان العالمي لحقوق الإنسان القيمة الاسمية : 0,25 ف.ج. الطبعة : 1 000 تاريخ الإصدار : 10 ديسمبر 1963 تواريخ السحب : 19 نوفمبر 1966 الأبعاد : 23x32,5 الحواف : 11½x11¾ الرسام : كورفوازييه الطابع : مطبعة كورفوازي |  | الوصف في 10 ديسمبر 1963، احتُفل بالذكرى الخامسة عشرة للإعلان العالمي لحقوق الإنسان الذي اعتمدته الأمم المتحدة عام 1948 لضمان الحقوق الأساسية وحماية الكرامة الإنسانية، وألهم العديد من الاتفاقيات الدولية. بعد استقلال الجزائر عام 1962، انضمت للإعلان تعزيزًا لالتزامها بحقوق الإنسان. |